# Dub (бренд)
DUB — бренд одягу, заснований у 2023 році на базі мережі магазинів Pull & Bear після її закриття в Росії та повного продажу всього російського бізнесу Inditex корпорації Fashion And More Management DMCC із вільної зони ОАЕ.

## Історія
5 березня 2022 через санкції, накладені на Росію, компанія Inditex, оголосила про тимчасову зупинку діяльності в Росії.
17 березня 2023 року компанія Inditex заявила, що остаточно закриє 269 магазинів, що залишилися в Росії.
На початку квітня 2023 року урядова комісія погодила угоду з продажу російського бізнесу власника Pull & Bear, покупцем якого стала компанія Fashion And More Management із вільної зони ОАЕ. Стало відомо, що колишні магазини Pull&Bear почнуть свою роботу під назвою DUB. 
Юридична особа залишилася незмінною, але була перейменована в АТ «Нова мода».
Відкриття магазинів очікується у квітні-травні 2023 року.